# Porta Macedônia
A Porta Macedônia (em macedônio Порта Македонија), muitas vezes chamado simplesmente de o Arco do triunfo (Триумфална порта) é um arco do triunfo construído em 2011, em Escópia, a capital da Macedônia do Norte, para comemorar os vinte anos da independência do país. É um elemento do projeto urbano Escópia 2014, que visava a construção de muitos outros monumentos no centro da cidade, desfigurado por um terremoto em 1963.

## História
O monumento leva o mesmo nome que outro arco de triunfo, em Escópia, hoje desaparecido. Ele ficava perto da antiga estação ferroviária e tinha sido construído no início do século XX para honrar a visita de um sultão.
O arco do triunfo foi inaugurado pelo Primeiro-ministro Nikola Gruevski em 6 de janeiro de 2012, mas a construção no interior do monumento ainda não tinha sido concluída. O monumento inclui uma loja de lembranças e no terraço no topo é o há um café. Também há uma galeria no interior que pode ser alugado para casamentos.

## Situação
O arco está localizado na praça de Pella, localizada na Rua 11 de Outubro, que liga a Praça da Macedônia, a maior praça da cidade, ao Palácio da Assembléia. Tem 21 metros de altura, um metro a menos que a estátua do guerreiro montado inaugurada no mesmo ano na praça da Macedônia, que também é um elemento do Escópia 2014. O arco e a estátua foram desenhados pela mesma artista, Valentina Stevanovska.

## Descrição do monumento
As fachadas externas incluem vários baixos-relevos que retratam heróis históricos como Filipe II da Macedônia, Justiniano I, Samuel I da Bulgária, Marko Mrnjavčević e Pedro Karpoš, além de eventos como a Revolta de Ilinden, a primeira sessão do ASNOM, o êxodo dos macedônios eslavos da Grécia em 1948 e a proclamação da independência. Alguns relevos também representam objetos encontrados durante escavações arqueológicas, como uma estatueta pré-histórica e uma antiga cratera, bem como elementos do folclore macedônio.

## Reações
O monumento tem sido fortemente criticado pelo governo grego, bem como pela oposição macedônica. A Grécia repudia as representações das figuras da antiga Macedônia, enquanto a oposição rechaça a inutilidade e, especialmente, o custo do arco do triunfo (mais de 4 milhões de euros).

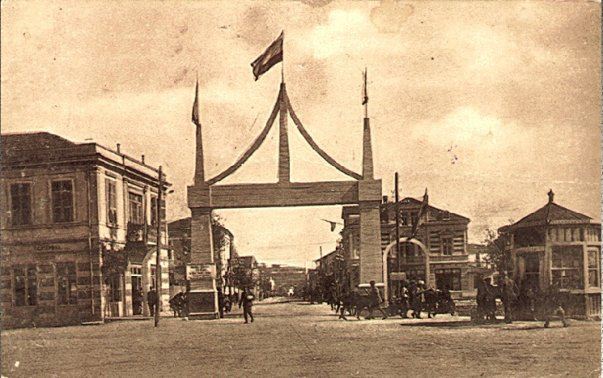
A antiga Porta Macedônia.
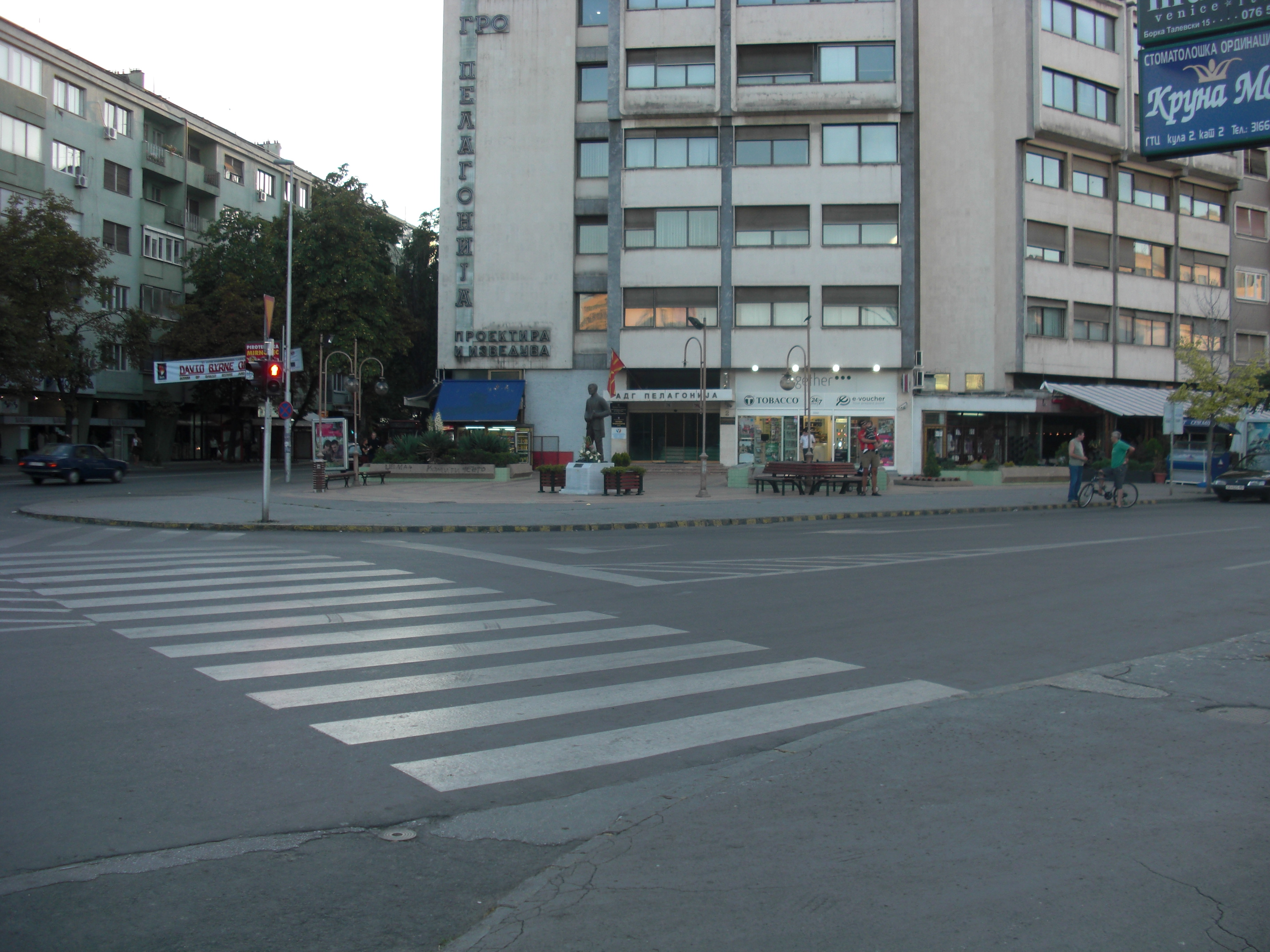
a praça Pella, antes da construção do arco.
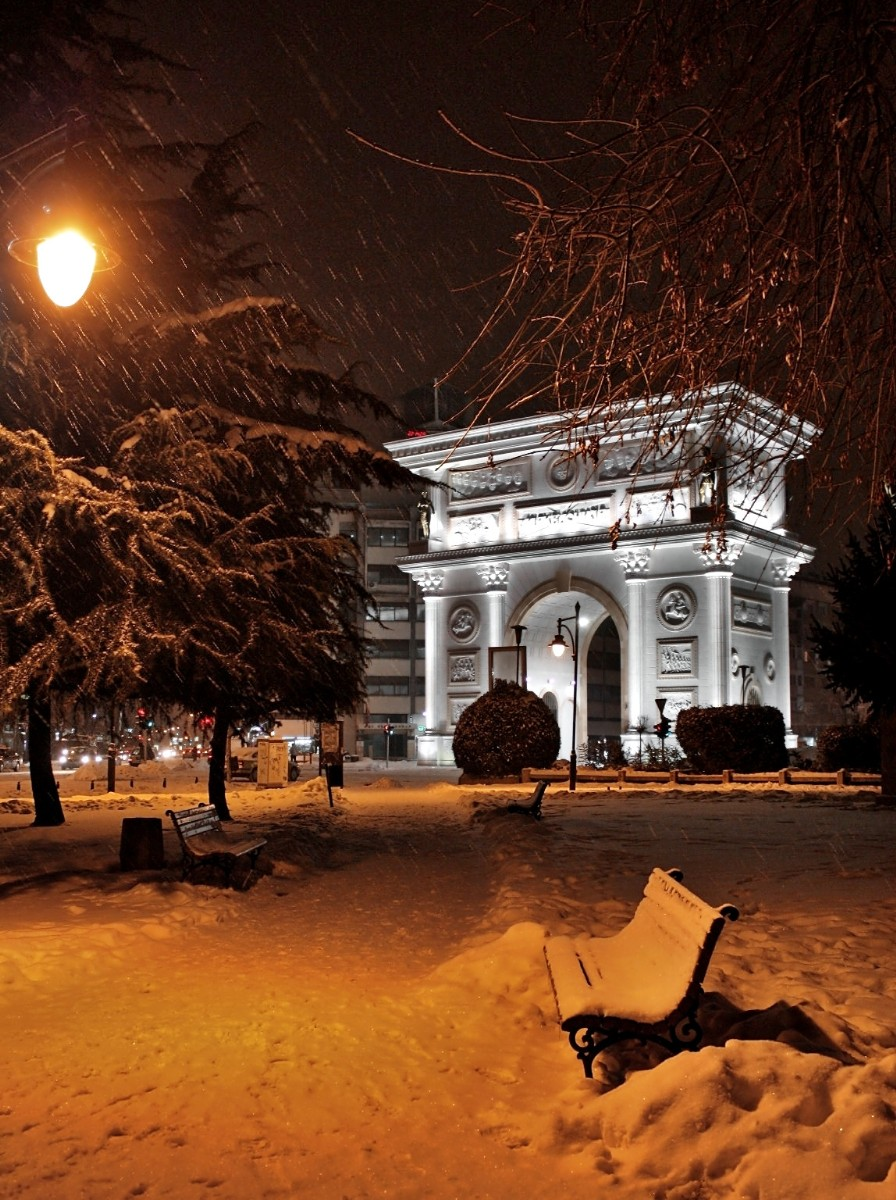
A porta sob a neve.
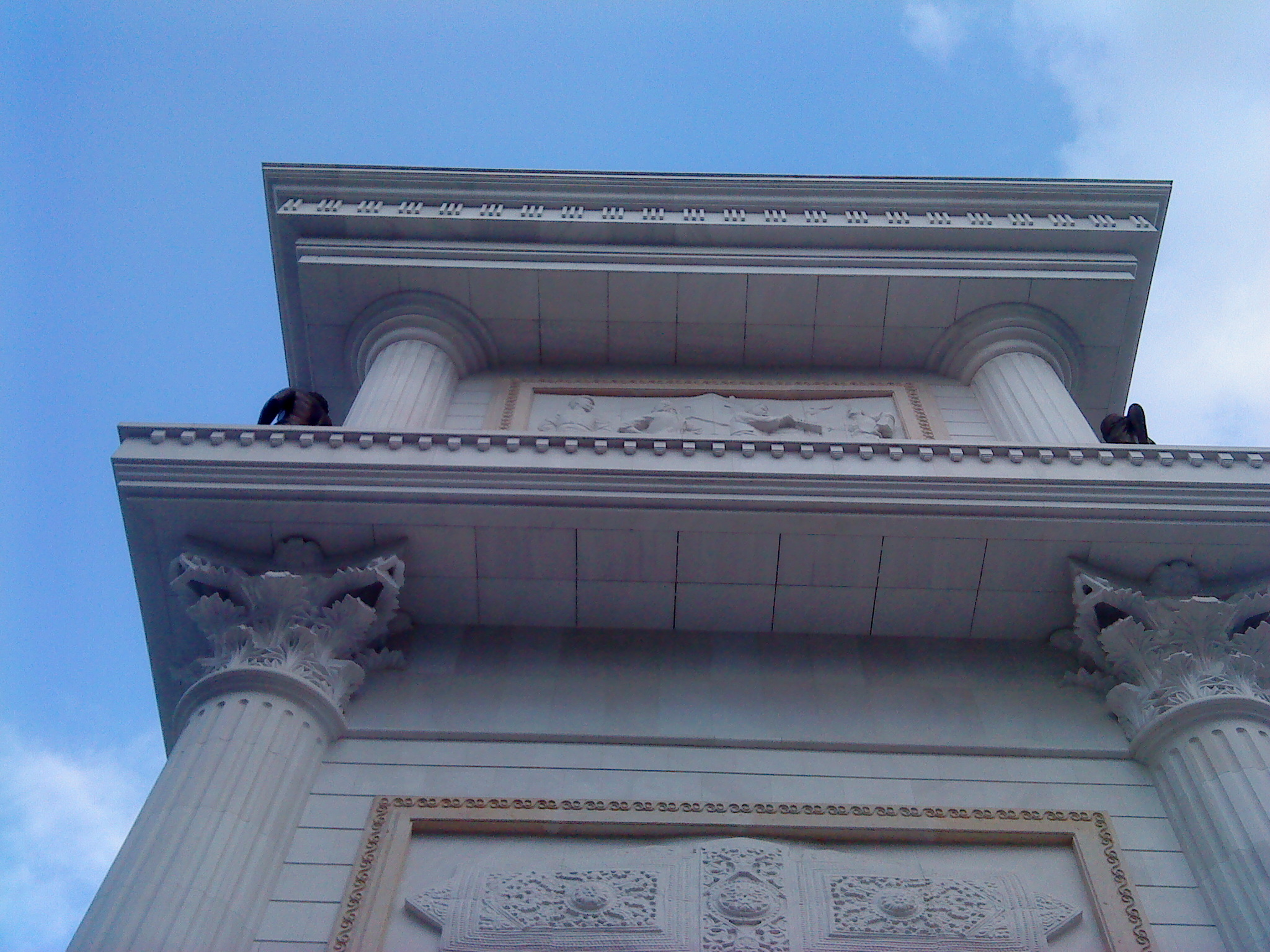
Detalhe da decoração.
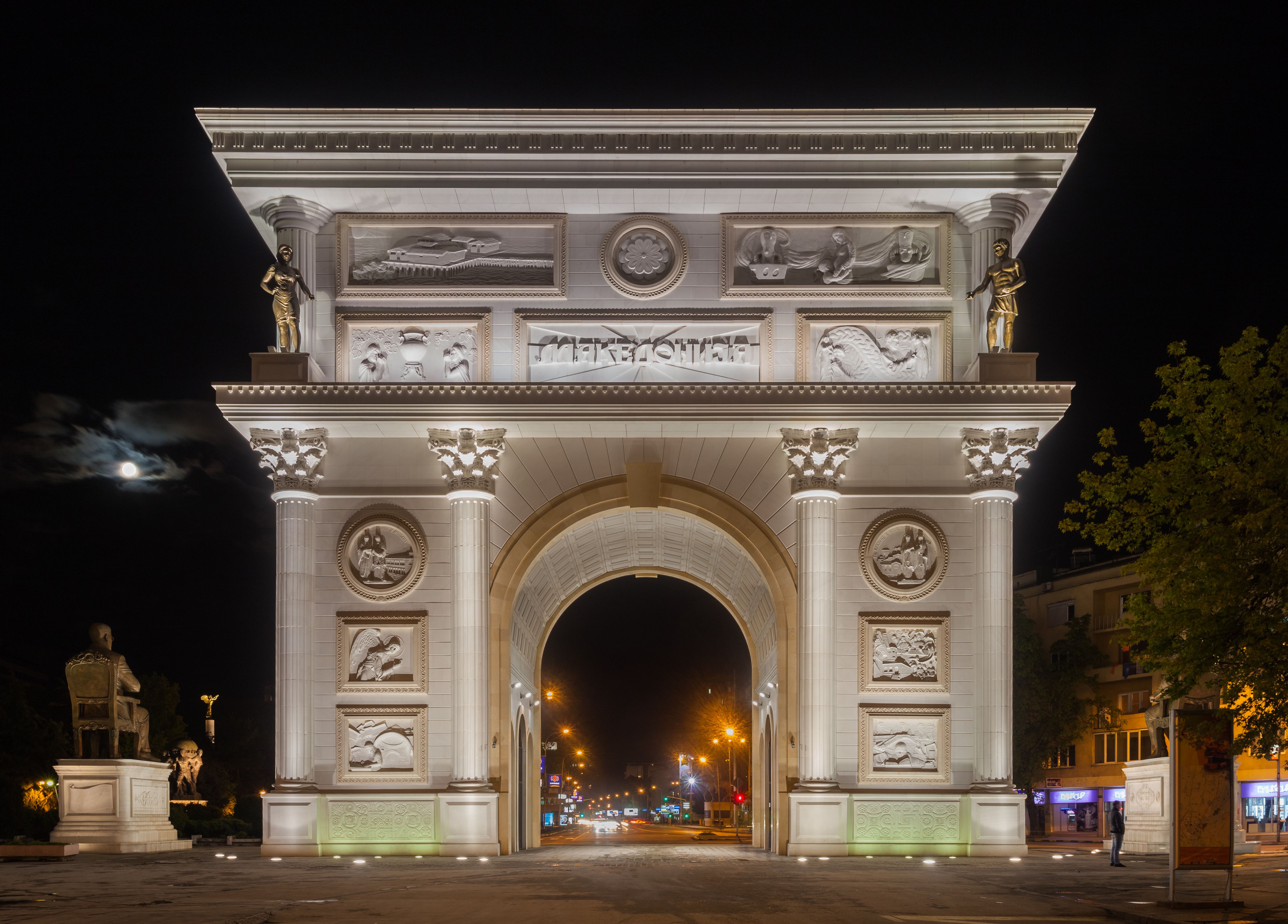
Porta Macedônia à noite.